# 超快適マスク
超快適マスク（ちょうかいてきマスク）とは、ユニ・チャームが発売するプリーツタイプのマスクである。

## 概要
今まで衛生マスクの面では、立体マスクを中心的に製造してきたユニ・チャームだが、4万人の顔データを基に、2011年（平成23年）10月18日にプリーツ型のマスクが発売された。耳にかける部分は、超立体マスクの時と同様に糸を使わず、紙おむつ「ムーニーパンツ」に搭載している伸縮性に優れた柔らかめの不織布（ソフトレッチ）を使用している。

## 歴史
- 2011年（平成23年）10月18日 - 発売開始。
- 2013年（平成25年）
  - 1月8日 - ミント香料を封入したマイクロカプセルを採用した「す～っとミント」を限定発売。
  - 10月22日 - 香りカプセル付「アロマ」3種を発売。
- 2014年（平成26年）
  - 1月7日 - 限定品「す～っとミント」をリニューアル。ハッカ油を新たに配合した。
  - 11月4日 - カップ部をベビーピンクとした「女性用」を限定発売。
- 2015年（平成27年）9月1日 - 限定品として発売されていた「女性用」を、ベビーピンクの色を淡いトーンに変え、「ノーズフィット」部分もベビーピンク色に変えるリニューアルを行い、レギュラー製品化。

## 種類
2016年12月現在、種類は「風邪・花粉用」のみで、
- ユニ・チャーム 超快適マスク（7枚入り、30枚入り）
- ユニ・チャーム 超快適マスク 女性用（7枚入り）
- ユニ・チャーム 超快適マスク すぅ～とミント（5枚入り）
- ユニ・チャーム 超快適マスク 香るアロマ ハッピーローズ（5枚入り）
- ユニ・チャーム 超快適マスク 香るアロマ クリアグレープフルーツミント（5枚入り）
- ユニ・チャーム 超快適マスク 香るアロマ くつろぎラベンダー（5枚入り）

がある。
小さめサイズは全種類設定されているが、ふつうサイズは「超快適マスク」と「超快適マスク すぅ～とミント」の2種類のみに設定されている。